# Општина Комонду
Комонду (шп. Comondú) општина је у Мексику у савезној држави Јужна Доња Калифорнија. Општина се налази на надморској висини од 57 м.

## Становништво
Према подацима из 2010. у општини је живело 70816 становника.

### Хронологија
| Година       | 2000                  | 2005                  | 2010                  |
| ------------ | --------------------- | --------------------- | --------------------- |
| Становништво | 63864 (31960 / 31904) | 63830 (32157 / 31673) | 70816 (36436 / 34380) |

### Попис
| \| \| м \| \| \| ж \| \| 0—2 \| 1.940 \| \| \| 1.795 \| \| 3—5 \| 2.065 \| \| \| 1.917 \| \| 6—11 \| 4.309 \| \| \| 4.049 \| \| 12—14 \| 2.159 \| \| \| 2.001 \| \| 15—17 \| 2.111 \| \| \| 1.971 \| \| 18—24 \| 4.253 \| \| \| 3.892 \| \| 60+ \| 3.279 \| \| \| 3.138 \| \| Просек : \| 29,6 \| \| \| 29,9 \| |       |  |  |       |
| |       |  |  |       |
| | м     |  |  | ж     |
| 0—2 | 1.940 |  |  | 1.795 |
| 3—5 | 2.065 |  |  | 1.917 |
| 6—11 | 4.309 |  |  | 4.049 |
| 12—14 | 2.159 |  |  | 2.001 |
| 15—17 | 2.111 |  |  | 1.971 |
| 18—24 | 4.253 |  |  | 3.892 |
| 60+ | 3.279 |  |  | 3.138 |
| Просек : | 29,6  |  |  | 29,9  |

| #   | Индикатор                                                                                        | Вредност |
| --- | ------------------------------------------------------------------------------------------------ | -------- |
| 1   | Становништво од 0 до 2 године                                                                    | 3735     |
| 2   | Мушко становништво од 0 до 2 године                                                              | 1940     |
| 3   | Женско становништво од 0 до 2 године                                                             | 1795     |
| 4   | Становништво са 3 и више година                                                                  | 66953    |
| 5   | Мушко становништво са 3 и више година                                                            | 34430    |
| 6   | Женско становништво са 3 и више година                                                           | 32523    |
| 7   | Становништво са 5 и више година                                                                  | 64382    |
| 8   | Мушко становништво са 5 и више година                                                            | 33085    |
| 9   | Женско становништво са 5 и више година                                                           | 31297    |
| 10  | Становништво са 12 и више година                                                                 | 54613    |
| 11  | Мушко становништво са 12 и више година                                                           | 28056    |
| 12  | Женско становништво са 12 и више година                                                          | 26557    |
| 13  | Становништво са 15 и више година                                                                 | 50453    |
| 14  | Мушко становништво са 15 и више година                                                           | 25897    |
| 15  | Женско становништво са 15 и више година                                                          | 24556    |
| 16  | Становништво са 18 и више година                                                                 | 46371    |
| 17  | Мушко становништво са 18 и више година                                                           | 23786    |
| 18  | Женско становништво са 18 и више година                                                          | 22585    |
| 19  | Становништво од 3 до 5 година                                                                    | 3982     |
| 20  | Мушко становништво од 3 до 5 година                                                              | 2065     |
| 21  | Женско становништво од 3 до 5 година                                                             | 1917     |
| 22  | Становништво од 6 до 11 година                                                                   | 8358     |
| 23  | Мушко становништво од 6 до 11 година                                                             | 4309     |
| 24  | Женско становништво од 6 до 11 година                                                            | 4049     |
| 25  | Становништво од 8 до 14 година                                                                   | 9711     |
| 26  | Мушко становништво од 8 до 14 година                                                             | 5009     |
| 27  | Женско становништво од 8 до 14 година                                                            | 4702     |
| 28  | Становништво од 12 до 14 година                                                                  | 4160     |
| 29  | Мушко становништво од 12 до 14 година                                                            | 2159     |
| 30  | Женско становништво од 12 до 14 година                                                           | 2001     |
| 31  | Становништво од 15 до 17 година                                                                  | 4082     |
| 32  | Мушко становништво од 15 до 17 година                                                            | 2111     |
| 33  | Женско становништво од 15 до 17 година                                                           | 1971     |
| 34  | Становништво од 18 до 24 године                                                                  | 8145     |
| 35  | Мушко становништво од 18 до 24 године                                                            | 4253     |
| 36  | Женско становништво од 18 до 24 године                                                           | 3892     |
| 37  | Женско становништво од 15 до 49 година                                                           | 18253    |
| 38  | Становништво са 60 и више година                                                                 | 6417     |
| 39  | Мушко становништво са 60 и више година                                                           | 3279     |
| 40  | Женско становништво са 60 и више година                                                          | 3138     |
| 41  | Однос између мушкараца и жена                                                                    | 105.98   |
| 42  | Становништво од нуле до 14 година                                                                | 20235    |
| 43  | Становништво од 15 до 64 године                                                                  | 46083    |
| 44  | Становништво од 65 година и више                                                                 | 4370     |
| 45  | Просечан број деце                                                                               | 2.51     |
| 46  | Становништво рођено у ентитету                                                                   | 51537    |
| 47  | Мушко становништво рођено у ентитету                                                             | 26217    |
| 48  | Женско становништво рођено у ентитету                                                            | 25320    |
| 49  | Становништво рођено у другом ентитету                                                            | 18675    |
| 50  | Мушко становништво рођено у другом ентитету                                                      | 9883     |
| 51  | Женско становништво рођено у другом ентитету                                                     | 8792     |
| 52  | Становништво од 5 година и више резидентно у ентитету у јуну 2005. године                        | 61093    |
| 53  | Мушко становништво старосног доба од 5 година и више, резидентно у ентитету у јуну 2005. године  | 31172    |
| 54  | Женско становништво старосног доба од 5 и више година, резидентно у ентитету у јуну 2005. године | 29921    |
| 55  | Становништво од 5 година и више које је живело у другом ентитету у јуну 2005. године             | 2464     |
| 56  | Мушко становништво старије од 5 година које је живело у другом ентитету у јуну 2005. године      | 1440     |
| 57  | Женско становништво старије од 5 година које је живело у другом ентитету у јуну 2005. године     | 1024     |
| 58  | Становништво од 3 године и више које говори аутохтони језик                                      | 828      |
| 59  | Мушко становништво старо 3 године и више које говори аутохтони језик                             | 532      |
| 60  | Женско становништво старо 3 године и више које говори аутохтони језик                            | 296      |
| 61  | Становништво од 3 године и више које говори аутохтони језик и не говори шпански језик            | 29       |
| 62  | Мушко становништво старо 3 године и више које говори аутохтони језик и не говори шпански         | 11       |
| 63  | Женско становништво старо 3 године и више које говори аутохтони језик и не говори шпански језик  | 18       |
| 64  | Становништво старо 3 године и више које говори аутохтони језик и шпански                         | 720      |
| 65  | Мушко становништво старо 3 године и више које говори аутохтони језик и шпански                   | 469      |
| 66  | Женско становништво старо 3 године и више које говори аутохтони језик и шпански                  | 251      |
| 67  | Становништво од 5 година и више које говори аутохтони језик                                      | 814      |
| 68  | Становништво од 5 година и више које говори аутохтони језик и не говори шпански језик            | 26       |
| 69  | Становништво од 5 година и више које говори аутохтони језик и говори шпански језик               | 709      |
| 70  | Становништво у домородачким домаћинствима                                                        | 1450     |
| 71  | Становништво са ограничењима у активностима                                                      | 3296     |
| 72  | Становништво са ограниченим ходањем или кретањем, горе или доле                                  | 1850     |
| 73  | Становници са ограничењима вида, чак и уз кориштење сочива                                       | 919      |
| 74  | Становништво са ограничењима говора, комуникације или конверзације                               | 272      |
| 75  | Становништво са ограниченим слухом                                                               | 286      |
| 76  | Становништво са ограничењима при одевању, купању или јелу                                        | 141      |
| 77  | Становништво са ограничењима у опажању или учењу једноставних ствари                             | 104      |
| 78  | Становништво са менталним ограничењима                                                           | 350      |
| 79  | Становништво без ограничења активности                                                           | 66988    |
| 80  | Становништво од 3 до 5 година које не похађа школу                                               | 1968     |
| 81  | Мушко становништво од 3 до 5 година које не похађа школу                                         | 1044     |
| 82  | Женско становништво од 3 до 5 година које не похађа школу                                        | 924      |
| 83  | Становништво од 6 до 11 година које не похађа школу                                              | 218      |
| 84  | Мушко становништво од 6 до 11 година које не похађа школу                                        | 118      |
| 85  | Женско становништво од 6 до 11 година које не похађа школу                                       | 100      |
| 86  | Становништво од 12 до 14 година које не похађа школу                                             | 261      |
| 87  | Мушко становништво од 12 до 14 година које не похађа школу                                       | 148      |
| 88  | Женско становништво од 12 до 14 година које не похађа школу                                      | 113      |
| 89  | Становништво од 15 до 17 година похађа школу                                                     | 3051     |
| 90  | Мушко становништво од 15 до 17 година похађа школу                                               | 1526     |
| 91  | Женско становништво између 15 и 17 година живота у школи                                         | 1525     |
| 92  | Становништво од 18 до 24 године похађа школу                                                     | 2139     |
| 93  | Мушко становништво од 18 до 24 године похађа школу                                               | 1097     |
| 94  | Женско становништво од 18 до 24 године похађа школу                                              | 1042     |
| 95  | Становништво од 8 до 14 година које не може да чита и пише                                       | 201      |
| 96  | Мушко становништво старосног доба од 8 до 14 година које не може да чита и пише                  | 118      |
| 97  | Женско становништво старосног доби од 8 до 14 година које не може да чита и пише                 | 83       |
| 98  | Становништво од 15 година и више које је неписмено                                               | 2715     |
| 99  | Мушко становништво од 15 година и више које је неписмено                                         | 1363     |
| 100 | Женско становништво од 15 година и више које је неписмено                                        | 1352     |
| 101 | Становништво старо 15 и више година без школовања                                                | 3975     |
| 102 | Мушко становништво старо 15 и више година без школовања                                          | 2007     |
| 103 | Женско становништво старо 15 и више година без школовања                                         | 1968     |
| 104 | Становништво старосног доба 15 и више година са непотпуним основним образовањем                  | 7405     |
| 105 | Мушко становништво старосног доба од 15 година и више са непотпуном основним образовањем         | 3889     |
| 106 | Женско становништво старосног доба 15 и више година са непотпуном основним образовањем           | 3516     |
| 107 | Становништво старо 15 и више година са комплетним основним образовањем                           | 7603     |
| 108 | Мушко становништво старо 15 година и више са комплетним основним образовањем                     | 3907     |
| 109 | Женско становништво старо 15 и више година са комплетним основним образовањем                    | 3696     |
| 110 | Становништво старосног доба 15 и више година са непотпуним средњим образовањем                   | 3006     |
| 111 | Мушко становништво старосног доба од 15 година и више са непотпуним средњим образовањем          | 1751     |
| 112 | Женско становништво старосног доба од 15 година и више са непотпуним средњим образовањем         | 1255     |
| 113 | Становништво старо 15 и више година са пуним секундарном образовањем                             | 9996     |
| 114 | Мушко становништво старосног доба од 15 година и више са пуним секундарном образовањем           | 5401     |
| 115 | Женско становништво старосног доба од 15 година и више са пуним секундарном образовањем          | 4595     |
| 116 | Становништво старије од 18 година са постосновним образовањем                                    | 16226    |
| 117 | Мушко становништво старије од 18 година са постосновним образовањем                              | 7964     |
| 118 | Женско становништво старије од 18 година са постосновним образовањем                             | 8262     |
| 119 | Просечна оцена школовања                                                                         | 8.2      |
| 120 | Просечан ниво образовања мушке популације                                                        | 8.15     |
| 121 | Просечан ниво образовања женског становништва                                                    | 8.25     |
| 122 | Економски активно становништво                                                                   | 29846    |
| 123 | Економски активна мушка популација                                                               | 20822    |
| 124 | Економски активна женска популација                                                              | 9024     |
| 125 | Становништво које није економски активно                                                         | 24447    |
| 126 | Мушко становништво које није економски активно                                                   | 7019     |
| 127 | Женско становништво које није економски активно                                                  | 17428    |
| 128 | Запослено становништво                                                                           | 29231    |
| 129 | Запослено мушко становништво                                                                     | 20333    |
| 130 | Запослено женско становништво                                                                    | 8898     |
| 131 | Незапослена популација                                                                           | 615      |
| 132 | Незапослена мушка популација                                                                     | 489      |
| 133 | Незапослена женска популација                                                                    | 126      |
| 134 | Становништво без права на здравствене услуге                                                     | 12879    |
| 135 | Становништво које има право на здравствене услуге                                                | 57675    |
| 136 | Становништво које има право на ИМСС                                                              | 22773    |
| 137 | Становништво које има право на социјално осигурање                                               | 10217    |
| 138 | Становништво које има право на државно социјално осигурање                                       | 407      |
| 139 | Становништво које има право на опште осигурање или здравствено осигурање за нову генерацију      | 24228    |
| 140 | Становништво које је било једном или није било у браку током 12 година и више                    | 17642    |
| 141 | Венчано или уједињено становништво од 12 година и више                                           | 31515    |
| 142 | Становништво које је било у браку или уједињено 12 година и више                                 | 5361     |
| 143 | Становништво са католичком религијом                                                             | 60638    |
| 144 | Протестанти, еванђелисти и библијски следбеници различити од еванђелиста                         | 6016     |
| 145 | Становништво са другим религијама различитим од претходних                                       | 92       |
| 146 | Становништво без религије                                                                        | 3159     |
| 147 | Укупно пописаних домаћинства                                                                     | 19012    |
| 148 | Пописна домаћинства на челу са мушкарцима                                                        | 14861    |
| 149 | Пописна домаћинства на челу са женама                                                            | 4151     |
| 150 | Становништво у пописним домаћинствима                                                            | 69466    |
| 151 | Становништво у пописним домаћинствима на челу са мушкарцима                                      | 56128    |
| 152 | Становништво у пописним домаћинствима на челу са женама                                          | 13338    |
| 153 | Укупно домаћинстава                                                                              | 22329    |
| 154 | Укупно насељених домаћинстава                                                                    | 19061    |
| 155 | Укупно приватних кућа                                                                            | 22280    |
| 156 | Насељени приватни домови                                                                         | 19012    |
| 157 | Укупно насељених приватних кућа                                                                  | 19048    |
| 158 | Ненасељене приватне куће                                                                         | 1967     |
| 159 | Појединачна домаћинства за привремену употребу                                                   | 1301     |
| 160 | Становници у насељеним приватним кућама                                                          | 69466    |
| 161 | Насељеност станара у приватним становима                                                         | 3.65     |
| 162 | Просечно становника по соби у приватним насељеним домаћинствима                                  | 1.05     |
| 163 | Појединачна домаћинства са подовима од различитих материјала од земље                            | 17886    |
| 164 | Појединачна домаћинства у приземљу                                                               | 1021     |
| 165 | Појединачна домаћинства са једном спаваћом собом                                                 | 6550     |
| 166 | Појединачна домаћинства са две спаваће собе и више                                               | 12359    |
| 167 | Појединачна домаћинства са једним собом                                                          | 1485     |
| 168 | Појединачна домаћинства са две собе                                                              | 3378     |
| 169 | Појединачна домаћинства са 3 собе и више                                                         | 14026    |
| 170 | Појединачна домаћинства која имају електрично светло                                             | 18444    |
| 171 | Појединачна домаћинства која немају електрично светло                                            | 471      |
| 172 | Појединачна домаћинства која имају водоводну воду у стамбеном простору                           | 16996    |
| 173 | Појединачна домаћинства која немају водоводну воду у стамбеном простору                          | 1872     |
| 174 | Појединачна домаћинства која имају тоалет                                                        | 18441    |
| 175 | Појединачна домаћинства која имају канализацију                                                  | 16037    |
| 176 | Појединачна домаћинства која немају канализацију                                                 | 2806     |
| 177 | Појединачна домаћинства која имају електрично светло, довод воде из јавне мреже и канализацију   | 14762    |
| 178 | Појединачна домаћинства без икаквих услова                                                       | 190      |
| 179 | Појединачна домаћинства која имају радио                                                         | 14542    |
| 180 | Појединачна домаћинства која имају телевизор                                                     | 17941    |
| 181 | Појединачна домаћинства која имају фрижидер                                                      | 16854    |
| 182 | Појединачна домаћинства која имају машину за веш                                                 | 13245    |
| 183 | Појединачна домаћинства која имају аутомобил или комби                                           | 13909    |
| 184 | Појединачна домаћинства која имају рачунар                                                       | 5452     |
| 185 | Појединачна домаћинства која имају фиксну телефонску линију                                      | 6542     |
| 186 | Појединачна домаћинства која имају мобилни телефон                                               | 14934    |
| 187 | Појединачна домаћинства која имају приступ интернету                                             | 3667     |